# Nova Erechim
Nova Erechim é um município brasileiro do estado de Santa Catarina.  Localiza-se a uma latitude 26º54'09" sul e a uma longitude 52º54'21" oeste, estando a uma altitude de 462 metros. Sua população estimada em 2011 era de 4 331 habitantes.
Possui uma área de 63,931 km². 